# HD 98219
Hunahpú eller HD 98219 är en ensam stjärna, belägen i den södra delen av stjärnbilden Bägaren. Den har en skenbar magnitud av ca 8,05 och kräver åtminstone en stark handkikare eller ett mindre teleskop för att kunna observeras. Baserat på parallax enligt Gaia Data Release 2 på ca 8,8 mas, beräknas den befinna sig på ett avstånd på ca 372 ljusår (ca 114 parsek) från solen. Den rör sig närmare solen med en heliocentrisk radialhastighet på ca -10 km/s.

## Nomenklatur
International Astronomical Union ( IAU ) tilldelade HD 98219 till Honduras att namnge stjärnan, som gavs namnet Hunahpú. Hunahpú var en av tvillinggudarna som blev solen i K'iche' (Quiché) i Mayamytologin.

## Egenskaper
HD 98219 är en orange till gul underjättestjärna av spektralklass K0 III/IV. Den har en massa som är ca 1,4 solmassa, radie som är lika med ca 4,6 solradier och har ca 8 gånger solens utstrålning av energi från dess fotosfär vid en effektiv temperatur på 4 900 K.

## Planetsystem
En gasjätteplanet med en minsta massa nästan dubbelt så stor som Jupiters upptäcktes som en del av en undersökning av radialhastighet av tillhörande stjärnor vid Keck-observatoriet. Internationella astronomiska unionen (IAU) har tilldelat den Ixbalanqué, tvillingbror till Hunahpú. Planeten har en massa som är ≥ 1,964 ± 0,099 Jupitermassa och kretsar kring stjärnan med en omloppsperiod av 433,8 dygn och excentricitet 0,079 ± 0,040.